# Фенокристали

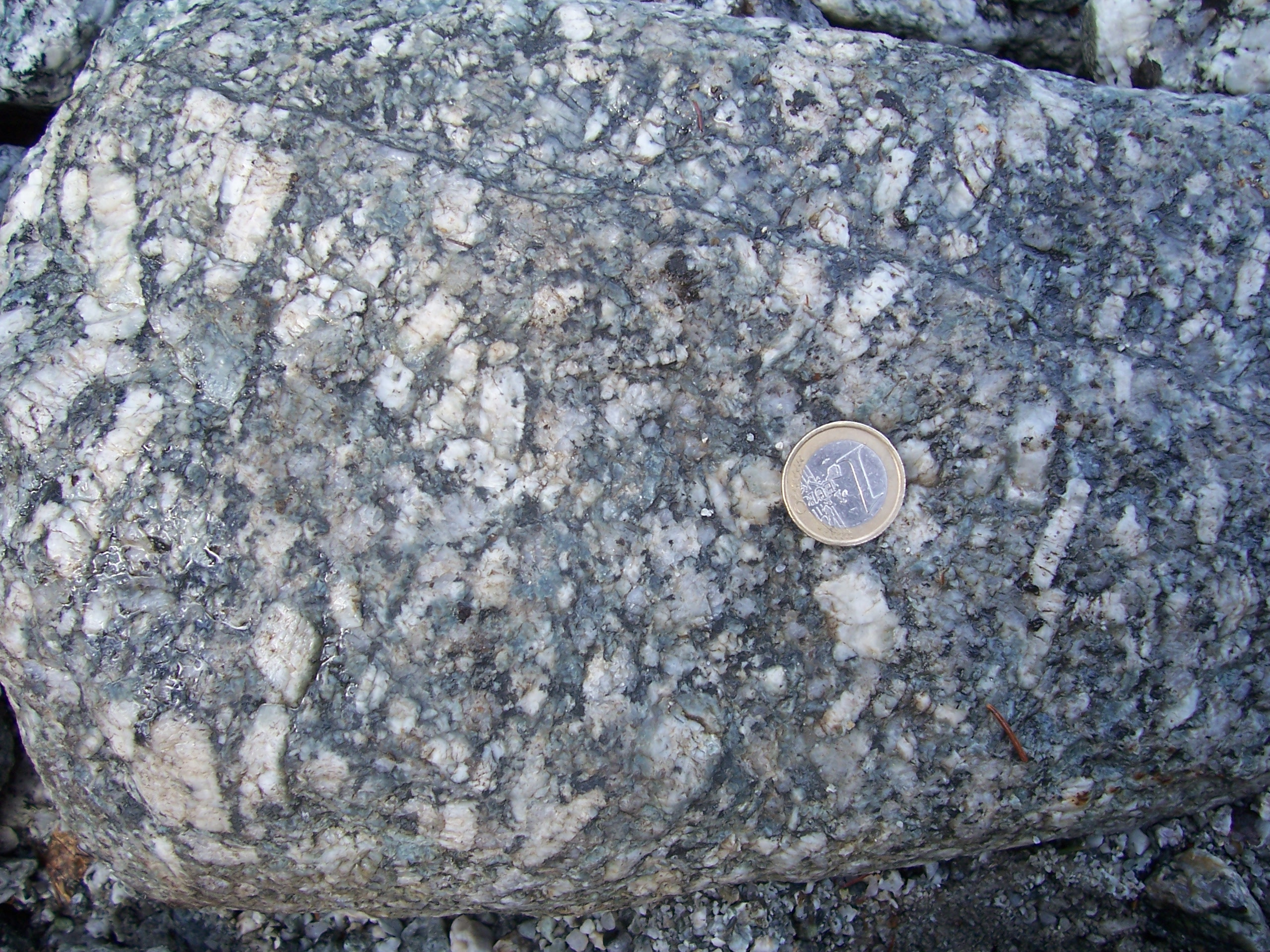
Граніт з польовошпатовими фенокристалами.

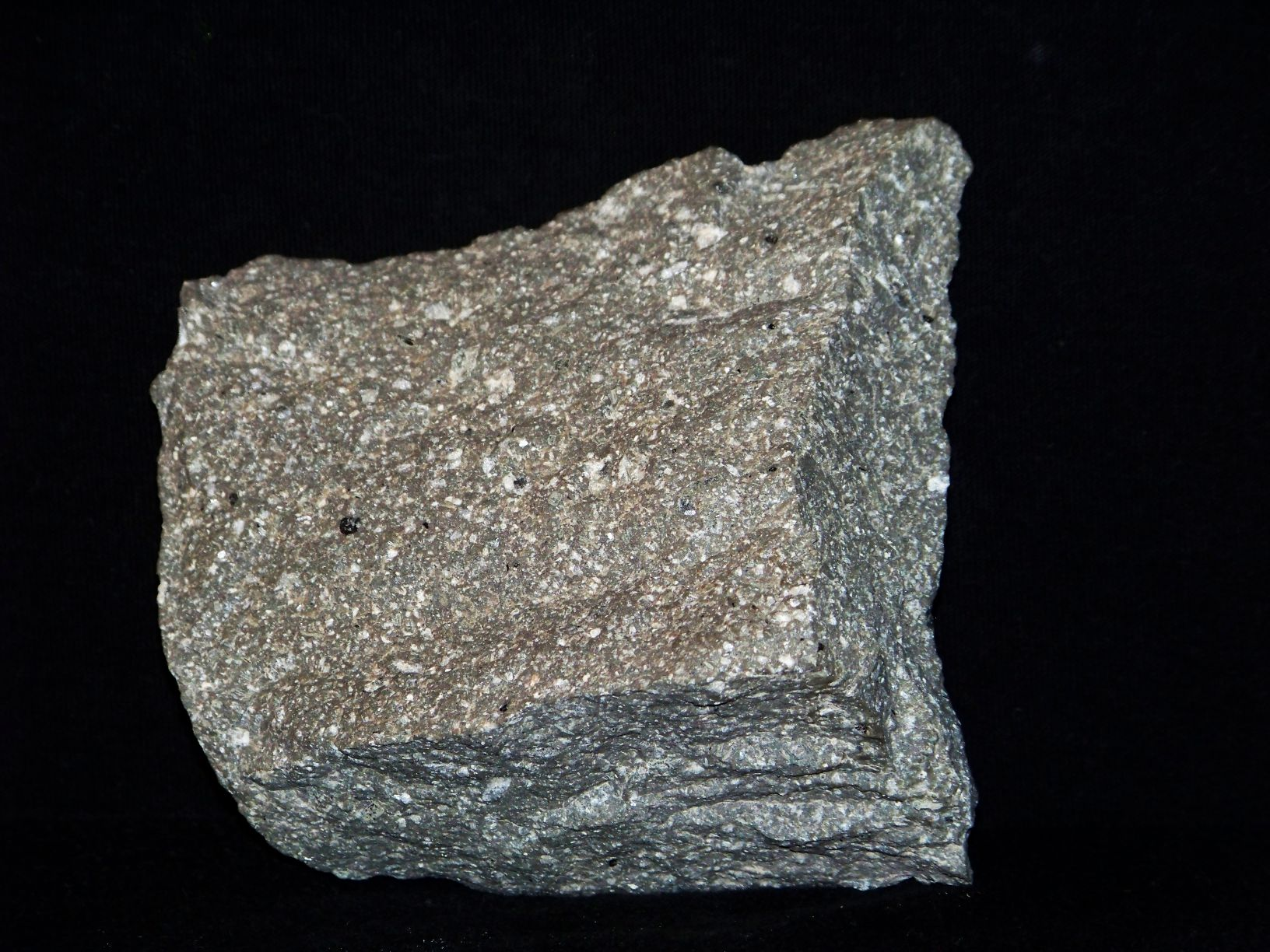
Порфір з фенокристами.

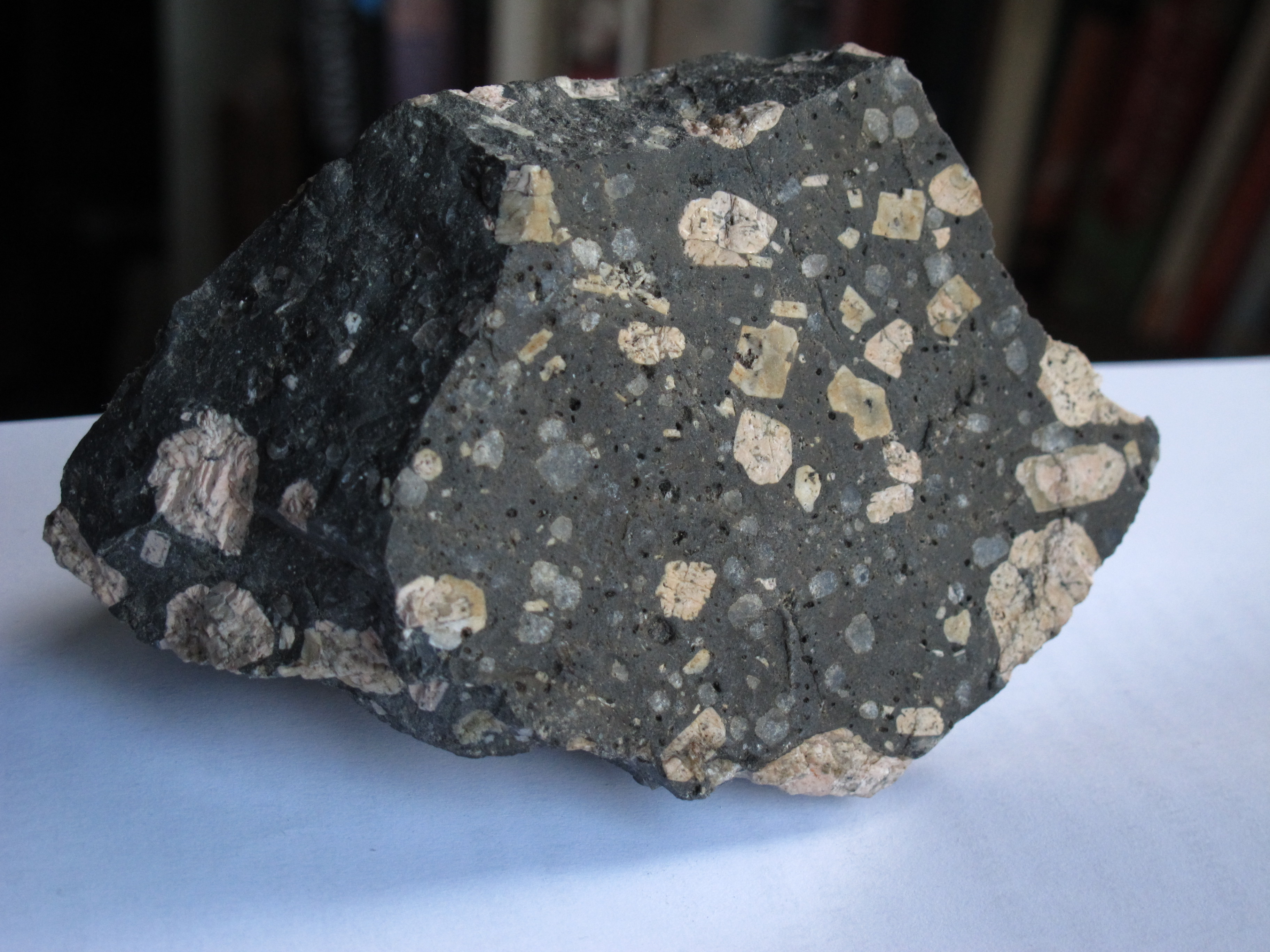
Кварцовий порфір з острова Ално, Швеція. Фенокристи з яскраво-склоподібного круглого кварцу та білого ортоклазового польового шпату встановлюються в дрібнозернисту матрицю. Зразок трохи більше 10 см

Фенокристал — відносно великий кристал, який різко виділяється в гірській породі. Фенокристали, як правило, належать до ранньої генерації мінералів та оточені більш дрібнозернистою масою, в магматичній породі з порфіровою структурою.
Цей термін має також такі синоніми, як фенокристи, вкрапленики та порфірові виділення.
Окремо виділяють інтрателуричні фенокристали — фенокристали, які виникли у надрах до виверження лави.